# Koshi-Nage

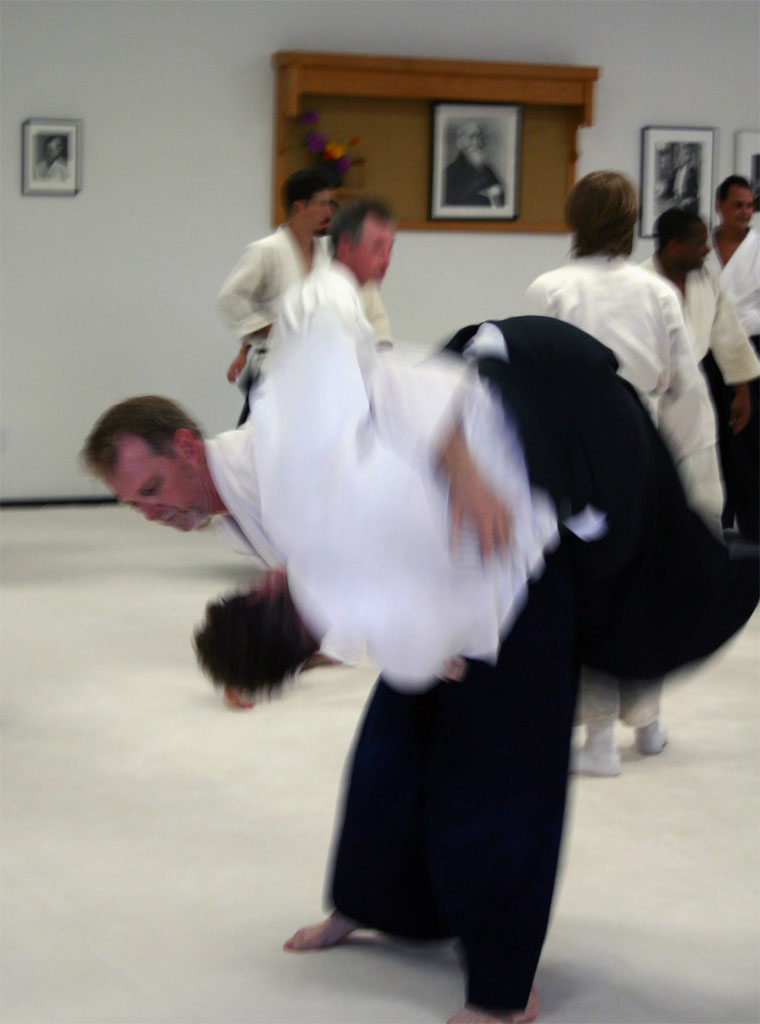
Koshi-Nage während des Abwurfes

Koshi-Nage (jap. 腰投げ) ist eine Gruppe von Wurftechniken (Nage-Waza), welche in verschiedenen japanischen Kampfkünsten, wie Judo, Jiu Jitsu und Aikidō, angewandt wird. Die folgende Beschreibung bezieht sich auf Aikidō. Der Name bedeutet auf Deutsch „Hüftwurf“. Die Techniken werden als Vollwurf ausgeführt. 

## Ursprung der Bewegung
Im Aikido wurden die Techniken abgeleitet von der Handhabung des japanischen Schwertes, des Katana. Dabei kommt dem Entwaffnen bzw. Neutralisieren eines Angriffs mit dem Schwert eine überlebenswichtige Bedeutung zu. 
In der Bewegungsgruppe der Hüftwürfe – Koshi-Nage – ist ursprünglich das Neutralisieren des Angriffs durch Eintreten in die innere Wirkungsdistanz des Schwertes mit gleichzeitiger Entwaffnung des Kontrahenten durch Wurf über die Hüfte enthalten. Vergleiche auch Aiki goshi. 
Der wirkungsvollste Angriff mit dem Schwert erfolgt frontal durch vertikales, wuchtiges Schneiden. Die größte Wirkung wird dabei von der Schwertspitze bis ungefähr zur Mitte des Schwertes erzielt. Je weiter nach innen ein Kontaktpunkt zum Angreifer hin verlegt wird, umso stärker wird der ganze Angriff neutralisiert. Sobald der Kontaktpunkt die Schneide des Schwerts hin zu dessen Griff verlassen hat, ist der Angriff sogar komplett wirkungslos.
Das Momentum der Angriffsbewegung bleibt hingegen erhalten. Die Wucht des vertikalen Schnitts wird vom Verteidiger (Anmerkung: das ist die Rolle des Aikido-Ausübenden) dazu verwendet, um mit dem Körperkontakt unterhalb der Körpermitte des Angreifers diesen mit der Hüfte zu blockieren. Dadurch wird die vertikale Bewegung aufrechterhalten, die damit verbundene leichte Vorwärtsbewegung hingegen blockiert, wodurch die ganze Angriffsbewegung in einen Überschlag über die Hüfte des Verteidigers gelenkt wird. Durch synchrones Eintreten mit gleichzeitigem Fassen an den Griff des Schwerts des Angreifers wird auch die Bewegung der Waffe kontrolliert. Der Angreifer erkennt im Fortgang der Bewegung, dass er weder seine eigene, noch die Bewegung seines Schwertes weiter kontrollieren kann. Zum Selbstschutz beim Sturz über die Hüfte des Verteidigers muss der Angreifer das Schwert loslassen. Hält er reflexartig weiter daran fest, bleibt die ganze Bewegung völlig identisch. Der Sturz über die Hüfte kann für den Angreifer jedoch heftiger ausfallen, da seine Arme für ein Abfangen des Sturzes nicht dienlich sein können.

## Ausführung der Basistechnik
Koshi-Nage-Techniken sind aus allen Angriffsbewegungen möglich. Durch zeitgleiches Eintreten in die Angriffsbewegung begibt sich der Aikidō-Ausübende mit einer einwärts gerichteten Drehung in den inneren Wirkungsbereich des Angriffs. Er neutralisiert diesen durch Unterlaufen der gefährlichen Zone. Zum Zeitpunkt des Kontakts sind die Körper beider Kontrahenten in dieselbe Richtung, in Richtung der Schwertspitze gedreht. Der Aikidōka bringt sodann seine Hüfte durch leichtes seitliches Abknicken in eine für einen Überschlag günstige Position.
Allen Varianten klassischer Koshi-Nage-Techniken ist zu eigen, dass der Aikidō-Ausübende seine Hüfte seitlich als Hindernis anbietet, bzw. die Bewegung des Angreifers unterhalb dessen Körpermitte blockiert. Dabei erfolgt die Eintrittsbewegung mit der Hüfte voran. Der Angreifer wird jeweils durch die seitlich-frontale Hüftposition des Aikidōka im Schwerpunkt an der Hüfte blockiert und vom Schwung der eigenen Bewegung lediglich mit geringer Führungsunterstützung des Aikidōka über dessen Hüfte geworfen.

## Ausführung ohne Schwert bzw.Bokken
Die Ausführung der Technik erfolgt ohne Schwert, respektive Bokken, in identischer Weise: Der Aikidōka (Aikidō-Ausübender) tritt in die Angriffsbewegung ein und sucht den Körperkontakt mit seiner Hüfte unterhalb des Zentrums seines Kontrahenten und bringt sich so in die günstigste Ausgangslage zur Ausführung einer Hüftwurf-Technik. Bei der gesamten Ausführung bedient er sich der Arme des Angreifers in derselben Weise, wie wenn dieser ein Schwert halten würde. 
Variationen der Ausführung sind in allen Aikidō-Stilen möglich, wobei jedoch die Prinzipien beibehalten werden. Variationen im Aikidō sind u. a.:

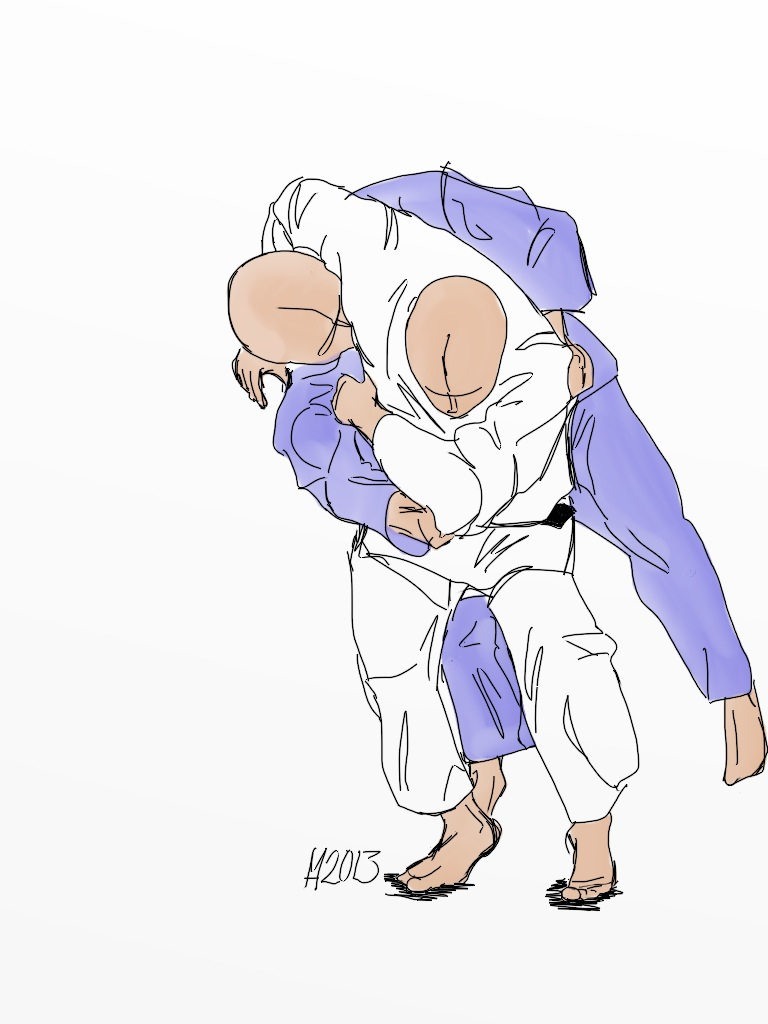
Illustration des Koshi-Guruma (dt. Hüftrad) im Judo

- Koshi-Guruma - Überschlag über die Hüfte gänzlich ohne Zuhilfenahme der Hände nur mit Blockade an der Körpermitte; freier Überschlag ohne Kontrolle der Bewegung durch den Aikidō-Ausübenden
- Koshi-Guruma Geishi - Eintreten seitlich nach außen und Blockade der Körpermitte mit der Hüfte tendenziell frontal, Unterstützung des Sturzes durch gleichzeitige Angriffsbewegung (Schlag) an den Hinterkopf des Angreifers
- Ikkyo-Goshi - Koshi-Nage ausgeführt in der Bewegungsrichtung der Technik Ikkyō
- Nikkyo-Goshi - Koshi-Nage ausgeführt in der Bewegungsrichtung der Technik Nikkyo
- Sankyo-Goshi - Koshi-Nage ausgeführt in der Bewegungsrichtung der Technik Sankyo mit gleichzeitigem Aufrechterhalten der Torsion in den Arm des Angreifers
- Yonkyo-Goshi - Koshi-Nage ausgeführt in der Bewegungsrichtung der Technik Yonkyo mit gleichzeitigem Aufrechterhalten des Druckpunktes der Technik Yonkyo am Unterarm des Angreifers
- Juji-Garami Koshi Nage - Koshi-Nage mit überkreuzten Armen des Kontrahenten (Juji - "Kreuz")
- Ipponseoi Nage - Koshi-Nage mit gleichzeitigem Kontaktpunkt an der Hüfte und der Schulter oder dem Unterarm in der Achselhöhle des Angreifers; die Technik weist große Ähnlichkeit zur Judo-Technik mit demselben Namen auf, wogegen im Aikidō die Ausführungsprinzipien nach Maßstab des Aikidō zur Anwendung gelangen
- Udekime Koshi Nage - Technik Udekimenage mit Unterstützung durch den Wurf über die Hüfte.

## Abschluss der Technik
Koshi Nage erfordern in aller Regel nach der Ausführung keine Festhaltepositionen, da der Körperkontakt mit Loslassen sämtlicher Griffe abbricht.